# Argentina i olympiska vinterspelen 1952
Argentina deltog med 12 deltagare vid de olympiska vinterspelen 1952 i Oslo. Ingen av landets deltagare erövrade någon medalj.